# Trolls d'Annecy
 (juillet 2013).
Si vous disposez d'ouvrages ou d'articles de référence ou si vous connaissez des sites web de qualité traitant du thème abordé ici, merci de compléter l'article en donnant les références utiles à sa vérifiabilité et en les liant à la section « Notes et références ».
Pour les articles homonymes, voir AFC.

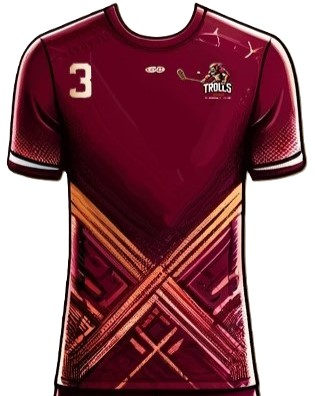
Maillot Trolls Annecy Floorball

Les Trolls d'Annecy (ou Trolls Annecy floorball club) est un club de floorball français. Le club est basé à Annecy et évolue actuellement en Championnat de France Nationale 1.
Les Trolls ont remporté le titre de Champion de France Division 2 au terme de leur première participation en 2013 et ont été Champions de France Nationale 1 en 2014. Ils ont également été vice-champions de France 2017.

## Histoire
Le club a été fondé en 2012. C'est le sixième club de floorball créé dans la région Rhône-Alpes.
Le club a été présidé entre 2012 et 2018 par Alejandro Russo-Mendoza. Depuis, il est dirigé par Manaüre Russo-Mendoza.
Les couleurs du club sont un double hommage des membres fondateurs à l'équipe du Venezuela (la "vino tinto") et à l'AS Roma.

### Palmarès
Championnat de France Division 1 :
- Champion de France 2014 - 13 victoires / 3 défaites ;
- Vice-champion de France 2017.

Championnat de France Division 2 :
- Champion de France 2013 - 12 victoires / 0 défaite[3].

Championnat de France Division 3
- Champion de France 2018 (Trolls d'Annecy 2)

### Dirigeants
- Présidents :

- 2012-2018 :  Alejandro Russo-Mendoza  Venezuela ;
- depuis 2018 : Manaüre Russo-Mendoza  France.
- Vice-Présidents :

- 2012-2016 : Tiüna Russo-Mendoza  France ;
- 2016-2018 : Florent Rivoire  France ;
- 2018-2022 : Erwan Le Bouteillec  France ;
- depuis 2024 : Zuzana Kandrikova  République tchèque.
- Trésorier :

- 2012-2016 :  Manaüre Russo-Mendoza  France ;
- 2016-2022 : Thomas Trouillet  France ;
- depuis 2022 : Erwan Le Bouteillec  France.
- Secrétaire :

- 2012-2018 :  Claude Russo-Mendoza  France ;
- 2018-2022 : Muriel De Almeida   France  Portugal ;
- depuis 2022 : Caroline Legrand  France.

### Entraîneurs
- 2012-2013 : Alejandro Russo-Mendoza  Venezuela - coach ;
- 2014-2020 : Manaüre Russo-Mendoza  France - coach ; Florent Rivoire  France - assistant coach ;
- Depuis 2020 : Manaüre Russo-Mendoza  France - coach.

### Capitaines
- Mars 2012 à août 2017 : Manaure Russo-Mendoza  France - no 7[4] ;
- Septembre 2017 à août 2021 : Martin Bocquet  France - no 5 ;
- Septembre 2021 à août 2023 : Léo Huber  France - no 12 ;
- Septembre 2024 à ... : Ludwig Frezier  France - no 11.

## L'identité du club

### Logo et mascotte
Comme son nom l'indique, le club des Trolls d'Annecy Floorball a un troll comme logo et mascotte.
Ce logo est l'oeuvre de Tiüna Russo-Mendoza, l'un des fondateurs du club : il représente un troll montrant les crocs et brandissant une crosse de floorball. C'est à la fois un hommage aux montagnes, à la Scandinavie (région d'origine du floorball) et le symbole de la combativité, valeur cardinale du club.

### Rivalités et partenariats
Pendant longtemps, malgré la proximité, le club des Trolls Annecy n'entretenaient pas de rivalité particulière avec les Dahuts du lac de Sevrier. Cependant, avec la promotion du club des bords du lac d'Annecy en Nationale 1 en 2019 et avec l'apparition de nouvelles ambitions, la compétition entre les 2 clubs a commencé à se développer.
Les joueurs annéciens entretiennent par contre une rivalité avec le club des Dragons bisontins depuis les débuts en championnat de France D1. Les matchs entre les deux équipes séniors sont traditionnellement serrés et engagés.
Les origines de la famille des fondateurs, Alejandro et Tiüna Russo-Mendoza, expliquent également la proximité avec le Venezuela où le floorball est en train de se développer. L'affiliation de la fédération vénézuélienne à l'IFF a été impulsée en 2017 notamment par Alejandro Russo-Menduza à l'occasion de plusieurs voyages dans son pays d'origine.
Plusieurs joueurs d'origine vénézuélienne ont porté les couleurs des Trolls.

### Communication et visibilité
Le club des Trolls dispose de plusieurs supports de communication sur les réseaux sociaux ainsi que d'un site internet. Depuis février 2018, il dispose également d'une newsletter interne mensuelle, Tous trolls, reprenant l'actualité du club et du floorball français.

### Infrastructures
- Entraînement : gymnase les Carillons - 3, av. des Prélevet - 74 960 Cran-Gevrier ;
- Matchs : gymnase Berthollet - bld du lycée - 74 000 Annecy ; gymnase Baudelaire - 9, av. du capitaine Anjot - 74 960 Cran-Gevrier.

## Joueurs

### Joueurs emblématiques
- Tiüna Russo-Mendoza

Tiüna Russo-Mendoza est un joueur Français d'origine vénézuélienne, ayant participé aux sélections en équipe de France. Formé aux Rascasses de Marseille, il est élu joueur le plus combatif de la saison de D1 2011/2012 avec le club des Pirates de Lyon, saison au cours de laquelle il finit meilleur buteur et contribue au titre de champion de France de D1 en inscrivant le but victorieux. Il a longtemps été vice-président du club et en a été un membre fondateur. On lui doit la paternité du projet.
- Manaure Russo-Mendoza

Manaure Russo-Mendoza est un joueur français d'origine vénézuélienne. Il a été le capitaine de l'équipe des Trolls ainsi que de l'équipe de France dont il est un des joueurs cadre. Il a disputé toutes les éditions du championnat, notamment 8 saisons en D1 avec les Rascasses de Marseille, pour un total actuel de plus de 200 buts et180 passes décisives en carrière, agrémentés de plus de 80 sélections en Bleu. En 2012, il a choisi de repartir en D2 pour accompagner le projet des Trolls dont il est un des membres fondateurs.
Il a pris le poste d'entraineur depuis 2014 et a été élu président du club en 2018.
- Gauthier Nolleau

Gauthier Nolleau est un joueur français ayant participé pendant 8 ans au championnat français d'abord dans l'équipe des Rascasses de Marseille et ensuite avec les Pirates de Lyon. Il est le premier joueur à intégrer l'équipe des Trolls et un de ses joueurs cadre. Il a choisi de repartir en D2 pour accompagner le projet des Trolls dont il est également l'un des membres fondateurs.

### Joueurs internationaux[10]
Manaure Russo-Mendoza - centre -  France - 72 sél./35 pts
Florent Rivoire - défenseur -  France - 49 sél./12 pts
Tiüna Russo-Mendoza - ailier -  France - 20 sél./5 pts
Martin Bocquet - centre -  France - 25 sél./5 pts
Thomas Trouillet - gardien -  France - 6 sél.
Paul Detroyat - défenseur -  France - 24 sél./8 pts

### Reccords[17]

#### Nombre de matchs joués
Manaure Russo-Menduza : 164
Tiuna Russo-Mendoza : 123
Léo Huber : 122

#### Meilleurs buteurs
Manaure Russo-Menduza : 179
Martin Bocquet : 111
Ludwig Frezier : 96

#### Meilleurs passeurs
Manaure Russo-Menduza : 163
Martin Bocquet : 71
Léo Huber : 58

#### Meilleurs total de points
Manaure Russo-Menduza : 342
Martin Bocquet : 182
Tiuna Russo-Mendoza : 129

#### Nombre de pénalités
Ludwig Frezier : 75
Léo Huber : 33
Tiüna Russo-Mendoza et Maurice Cavedon : 30

## Le club aujourd'hui

### Equipe 2
Depuis 2016, les Trolls d'Annecy peuvent s'appuyer sur une deuxième équipe de séniors hommes.
À la suite de la refonte du championnat séniors hommes, l'équipe évolue en 2017/2018 en D3, dans la poule Sud.
L'équipe est sacrée championne de France de D3 pour cette première saison en mai 2018. Elle est promue en Nationale 2 pour la saison 2018-2019. A la rentrée 2019, l'équipe est mise en sommeil pour permettre au club de se concentrer sur l'équipe première.

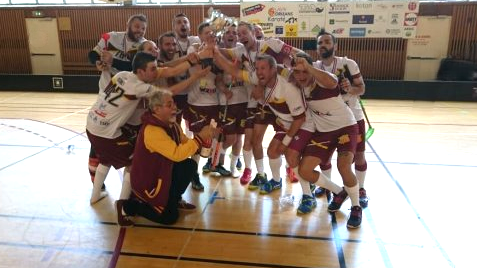

### Équipes de jeunes
La formation des futurs Trolls est une priorité pour le club. Les équipes de jeunes se développent depuis 2015 et s'entraînent tous les mercredis à 16h30 et le vendredi à 18h00.
La reconnaissance du club à l'international a permis à ses jeunes d'être invités à participer à la Storvreta cup 2017-18 à proximité d'Uppsala en Suède.
- U17

Les Trolls Annecy Floorball U17/U15 évoluent dans le championnat de France jeunes de floorball.
Cette catégorie d'âge est la dernière marche avant l'équipe senior.
Depuis la saison 2021/2022, elle est en entente avec le SMUC floorball.
Coach : Manaure Russo-Mendoza
- U13

Le club des Trolls a engagé depuis la saison 2017 une équipe de jeunes supplémentaire : les U14 devenus depuis U13.
L'équipe affronte les équipes des clubs du Sud-Est Lyon, Besançon, Grenoble,...), dans des tournois amicaux au début et au cours d'un championnat dédié depuis 2021.
L'équipe est mixte (filles/garçons).
Depuis la saison 2021/22 l'équipe est en entente avec Marseille.
Au niveau du palmarès, l'équipe U13 a remporté le championnat Sud-Est et s'est classée 2e des playoffs nationaux - battue par Nantes floorball - en 2022/2023.
Coach : Manaure Russo-Mendoza
- U11

Les joueurs les plus jeunes du club sont les U11. L'objectif pour cette catégorie d'âge, avec souvent des joueurs débutants, est de prendre contact avec ce sport de crosse, de commencer à appréhender les bases techniques du sport. Cependant, on y trouve également des joueurs plus  aguerris, pratiquant depuis 3-4 ans, qui commencent à maîtriser le floorball et ambitionnent de performer à termes en intégrant les équipes de France jeunes ou de jouer au plus haut niveau français.
L'équipe joue de petits matchs amicaux avec les clubs voisins (Dahuts, Tigres) en 3x3 et a son propre championnat avec les clubs du Sud-Est de la France, depuis la saison 2022.
Lors de la saison 2023/2024, l'équipe a été sacrée championne de France de sa catégorie devant les Dahuts du lac de Sevrier. 

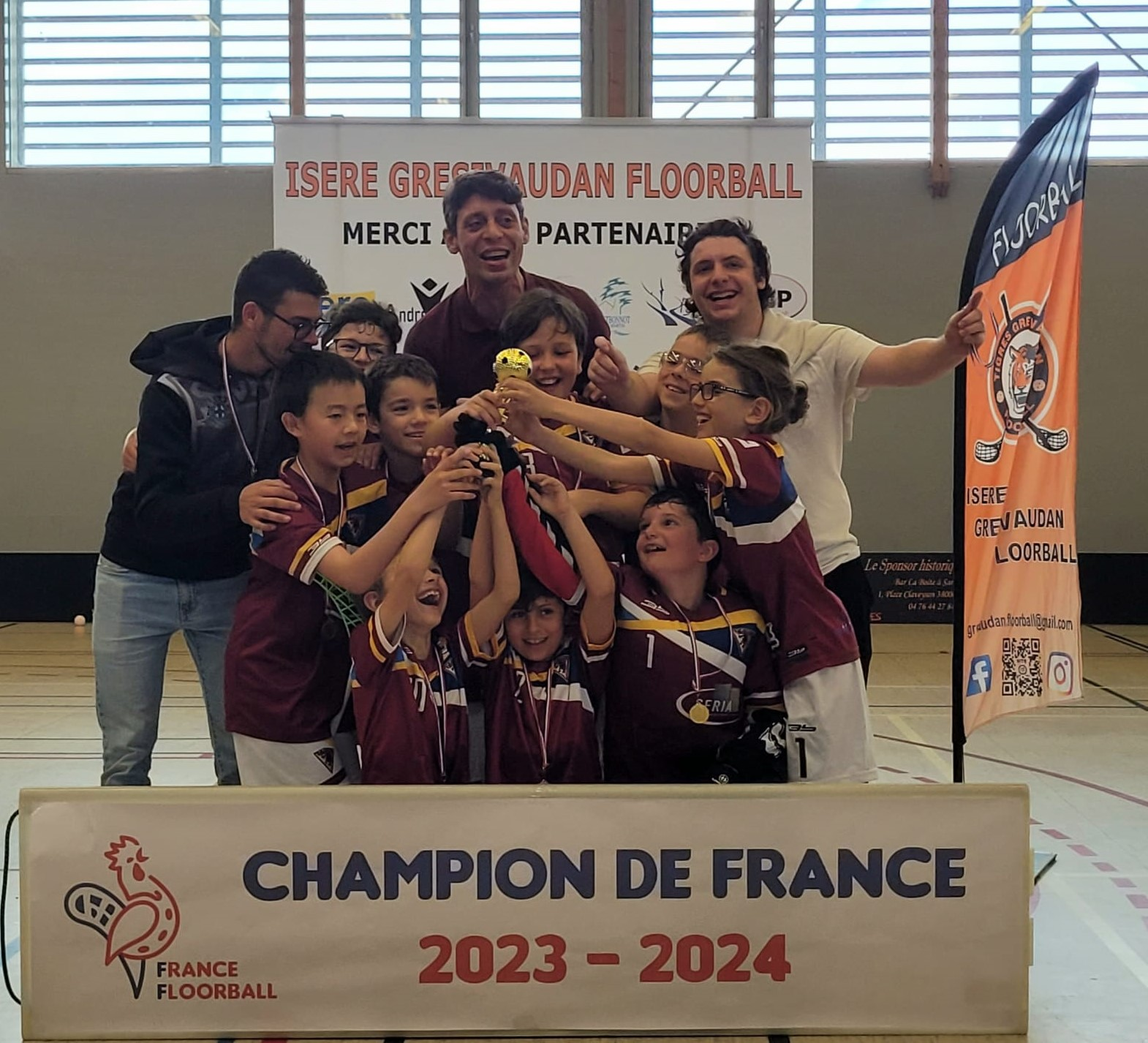

Coach : Erwan Le Bouteillec

### Équipe loisir
Depuis septembre 2022, les Trolls Annecy ont créé une équipe "loisir" pour les joueurs désirant découvrir ou poursuivre la pratique du floorball, sans les contraintes de la compétition.
Le créneau est ouvert à tous le mercredi, de 20h00 à 22h00, au gymnase de Meythet.

## Historique des saisons

### Effectif 2012-2013
Champions de France D2
| No    | Nom                       | Poste     | Nationalité | Matchs joués | Buts | Passes décisives | Points |
| ----- | ------------------------- | --------- | ----------- | ------------ | ---- | ---------------- | ------ |
| 33    | Stéphane Balandras        | Gardien   | France      | 11           | 0    | 0                | 0      |
| 3     | Stéphane Wyss             | Défenseur | Suisse      | 11           | 9    | 8                | 17     |
| 5     | Thomas Müller             | Défenseur | Suisse      | 11           | 4    | 1                | 5      |
| 6     | Clement Donsez            | Défenseur | France      | 2            | 0    | 0                | 0      |
| 7     | Manaure Russo-Mendoza (C) | Centre    | France      | 11           | 22   | 14               | 36     |
| 9     | Gautier Martin            | Défenseur | France      | 9            | 0    | 4                | 4      |
| 12    | Tiüna Russo-Mendoza       | Ailier    | France      | 11           | 11   | 7                | 18     |
| 15    | Grégory Furtin            | Ailier    | France      | 11           | 12   | 7                | 19     |
| 17    | Maurice Cavedon           | Ailier    | France      | 11           | 3    | 1                | 4      |
| 18    | Josselin Guedon           | Ailier    | France      | 11           | 7    | 6                | 13     |
| 24    | Gauthier Nolleau          | Ailier    | France      | 9            | 2    | 3                | 5      |
| Staff | Alejandro Russo-Mendoza   | Coach     | Venezuela   |              |      |                  |        |

### Effectif 2013-2014
Champions de France D1
| No    | Nom                       | Poste             | Nationalité        | Matchs joués           | Buts | Passes décisives | Points |
| ----- | ------------------------- | ----------------- | ------------------ | ---------------------- | ---- | ---------------- | ------ |
| 33    | Stéphane Balandras        | Gardien           | France             | 11                     | 0    | 0                | 0      |
| 3     | Stéphane Wyss             | Défenseur/Gardien | Suisse             | 9 dont 2 comme gardien | 1    | 0                | 1      |
| 5     | Thomas Müller             | Défenseur         | Suisse             | 8                      | 0    | 0                | 0      |
| 6     | Clément Donsez            | Défenseur         | France             | 6                      | 0    | 0                | 0      |
| 7     | Manaure Russo-Mendoza (C) | Centre            | France             | 13                     | 15   | 14               | 29     |
| 8     | Mathieu Bry               | Défenseur         | France             | 5                      | 0    | 0                | 0      |
| 9     | Gautier Martin            | Défenseur         | France             | 8                      | 1    | 0                | 1      |
| 74    | Gregory Morell            | Défenseur         | France             | 6                      | 0    | 0                | 0      |
| 11    | Casper Persson            | Ailier            | Suède              | 5                      | 1    | 0                | 1      |
| 12    | Tiüna Russo-Mendoza       | Ailier            | France             | 8                      | 0    | 2                | 2      |
| 15    | Grégory Furtin            | Ailier            | France             | 10                     | 1    | 0                | 1      |
| 17    | Maurice Cavedon           | Ailier            | France             | 12                     | 1    | 0                | 1      |
| 18    | Josselin Guedon           | Ailier            | France             | 11                     | 1    | 3                | 4      |
| 19    | Adrien Metral             | Ailier            | France             | 5                      | 1    | 2                | 3      |
| 20    | Thomas Genet              | Ailier            | France             | 12                     | 0    | 0                | 0      |
| 22    | Ludwig Frezier            | Ailier            | France Suisse      | 12                     | 2    | 1                | 3      |
| 23    | Florent Rivoire           | Ailier            | France             | 13                     | 10   | 7                | 17     |
|       | Youness El Kadmiri        | Ailier            | France             | 9                      | 4    | 0                | 4      |
| 24    | Gauthier Nolleau          | Ailier            | France             | 9                      | 3    | 1                | 4      |
| 37    | Thomas Zitcha             | Centre            | République tchèque | 13                     | 11   | 5                | 16     |
|       | Martin Vyscocil           | Ailier            | République tchèque | 6                      | 4    | 3                | 7      |
|       | Romain Laplace            | Ailier            | France             | 4                      | 0    | 2                | 2      |
|       | Fabrice Leglaive          | Ailier            | France             | 5                      | 1    | 0                | 1      |
|       | Vincent Kernacker         | Ailier            | France             | 4                      | 1    | 0                | 1      |
| Staff | Marion Croset             | Ostéopathe        | France             |                        |      |                  |        |
| Staff | Alejandro Russo-Mendoza   | Coach             | Venezuela          |                        |      |                  |        |

### Effectif 2014-2015
| No    | Nom                     | Poste      | Nationalité        | Matchs joués | Buts | Passes décisives | points |
| ----- | ----------------------- | ---------- | ------------------ | ------------ | ---- | ---------------- | ------ |
| 1     | Thomas Trouillet        | Gardien    | France             | 10           | 0    | 0                | 0      |
| 33    | Abraham Rodriguez       | Gardien    | Venezuela          | 5            | 0    | 0                | 0      |
| 3     | Stéphane Wyss           | Défenseur  | Suisse             | 7            | 5    | 0                | 5      |
| 5     | Martin Boquet           | Défenseur  | France             | 11           | 9    | 12               | 21     |
| 6     | Clément Donsez          | Défenseur  | France             | 1            | 0    | 0                | 0      |
| 7     | Manaure Russo-Mendoza   | Centre     | France             | 13           | 15   | 16               | 31     |
| 12    | Tiüna Russo-Mendoza (C) | Ailier     | France             | 13           | 7    | 8                | 13     |
| 15    | Grégory Furtin          | Ailier     | France             | 11           | 4    | 4                | 8      |
| 17    | Maurice Cavedon         | Ailier     | France             | 11           | 4    | 0                | 4      |
| 18    | Leo Huber               | Ailier     | France             | 12           | 5    | 1                | 6      |
| 20    | Thomas Genet            | Ailier     | France             | 6            | 0    | 0                | 0      |
| 22    | Ludwig Frezier          | Ailier     | France Suisse      | 2            | 1    | 1                | 2      |
| 23    | Florent Rivoire         | Défenseur  | France             |              |      |                  |        |
| 24    | Gauthier Nolleau        | Défenseur  | France             | 6            | 2    | 2                | 4      |
| 30    | Martin Vyscocil         | Ailier     | République tchèque | 7            | 13   | 5                | 18     |
| 31    | Richard Michalik        | Centre     | République tchèque | 7            | 10   | 10               | 20     |
| 32    | Matus Moravcik          | Défenseur  | Slovaquie          | 6            | 6    | 7                | 13     |
| 37    | Tomas Zicha             | Ailier     | République tchèque | 10           | 12   | 8                | 20     |
|       | Justus Reinikainen      | Ailier     | Finlande           | 2            | 1    | 0                | 1      |
| Staff | Marion Croset           | Ostéopathe | France             |              |      |                  |        |
| Staff | Alejandro Russo-Mendoza | Coach      | Venezuela          |              |      |                  |        |
| Staff | Alex Brown              | Ass. coach | Angleterre         |              |      |                  |        |

### Effectif 2015-2016
| No    | Nom                       | Poste      | Nationalité   | Matchs joués | Buts | Passes décisives | points |
| ----- | ------------------------- | ---------- | ------------- | ------------ | ---- | ---------------- | ------ |
| 1     | Thomas Trouillet          | Gardien    | France        | 10           | 0    | 0                | 0      |
| 33    | Romain Crozelon           | Gardien    | France        | 1            | 0    | 0                | 0      |
| 3     | Stéphane Wyss             | Défenseur  | Suisse        | 2            | 0    | 0                | 0      |
| 5     | Martin Boquet             | Défenseur  | France        | 11           | 8    | 5                | 13     |
|       | Benjamin Bodineau         | Défenseur  | France        | 2            | 1    | 0                | 1      |
|       | Julien Gay                | Défenseur  | France        | 2            | 0    | 0                | 0      |
| 7     | Manaure Russo-Mendoza (C) | Centre     | France        | 11           | 11   | 19               | 30     |
| 12    | Tiüna Russo-Mendoza       | Ailier     | France        | 9            | 2    | 5                | 7      |
| 15    | Grégory Furtin            | Ailier     | France        | 9            | 1    | 0                | 1      |
|       | Pierre-Marc Cote          | Ailier     | France        | 8            | 1    | 0                | 1      |
| 17    | Maurice Cavedon           | Ailier     | France        | 7            | 0    | 2                | 2      |
| 18    | Leo Huber                 | Ailier     | France        | 11           | 8    | 9                | 17     |
| 20    | Thomas Genet              | Ailier     | France        | 10           | 1    | 2                | 3      |
| 22    | Ludwig Frezier            | Ailier     | France Suisse | 11           | 8    | 1                | 9      |
| 23    | Florent Rivoire           | Ailier     | France        | 9            | 11   | 0                | 11     |
| 24    | Gauthier Nolleau          | Défenseur  | France        | 6            | 3    | 2                | 5      |
| 32    | Matus Moravcik            | Défenseur  | Slovaquie     | 2            | 1    | 0                | 1      |
| Staff | Marion Croset             | Ostéopathe | France        |              |      |                  |        |
| Staff | Alejandro Russo-Mendoza   | Coach      | Venezuela     |              |      |                  |        |
| Staff | Alex Brown                | Ass. coach | Angleterre    |              |      |                  |        |

### Effectif 2016-2017
Vice-champions de France
| No    | Nom                       | Poste      | Nationalité        | Matchs joués | Buts | Passes décisives | points |
| ----- | ------------------------- | ---------- | ------------------ | ------------ | ---- | ---------------- | ------ |
| 1     | Thomas Trouillet          | Gardien    | France             | 16           | 0    | 0                | 0      |
| 5     | Martin Boquet             | Défenseur  | France             | 12           | 18   | 8                | 26     |
|       | Julien Gay                | Défenseur  | France             | 1            | 0    | 0                | 0      |
| 7     | Manaure Russo-Mendoza (C) | Centre     | France             | 16           | 17   | 20               | 37     |
| 12    | Tiüna Russo-Mendoza       | Ailier     | France             | 16           | 6    | 5                | 11     |
| 15    | Grégory Furtin            | Ailier     | France             | 10           | 1    | 5                | 6      |
|       | Pierre-Marc Cote          | Ailier     | France             | 9            | 1    | 0                | 1      |
| 17    | Maurice Cavedon           | Ailier     | France             | 5            | 1    | 1                | 2      |
| 18    | Leo Huber                 | Ailier     | France             | 16           | 7    | 8                | 15     |
| 20    | Thomas Genet              | Ailier     | France             | 10           | 5    | 1                | 6      |
| 22    | Ludwig Frezier            | Ailier     | France Suisse      | 15           | 11   | 4                | 15     |
| 23    | Florent Rivoire           | Ailier     | France             | 14           | 11   | 7                | 18     |
| 24    | Gauthier Nolleau          | Défenseur  | France             | 10           | 2    | 5                | 7      |
| 32    | Tomas Zicha               | Ailier     | République tchèque | 6            | 1    | 3                | 4      |
| Staff | Alejandro Russo-Mendoza   | Coach      | Venezuela          |              |      |                  |        |
| Staff | Alex Brown                | Ass. coach | Angleterre         |              |      |                  |        |

### Effectif 2017-2018
Demi-finalistes du championnat de France de N1
| No    | Nom                     | Poste      | Nationalité        | Matchs joués | Buts | Passes décisives | points |
| ----- | ----------------------- | ---------- | ------------------ | ------------ | ---- | ---------------- | ------ |
| 1     | Thomas Trouillet        | Gardien    | France             | 17           | 0    | 0                | 0      |
| 5     | Martin Boquet (C)       | Défenseur  | France             | 17           | 19   | 19               | 38     |
| 7     | Manaure Russo-Mendoza   | Centre     | France             | 18           | 19   | 28               | 47     |
| 10    | Quentin Cimmino         | Défenseur  | France             | 5            | 0    | 1                | 1      |
| 12    | Tiüna Russo-Mendoza     | Ailier     | France             | 18           | 8    | 6                | 14     |
| 88    | Thomas Perroux          | Ailier     | France             | 4            | 0    | 1                | 1      |
|       | Julien Gay              | Défenseur  | France             | 4            | 0    | 0                | 0      |
| 8     | Thibault Rosset         | Ailier     | France             | 16           | 5    | 3                | 8      |
| 17    | Maurice Cavedon         | Ailier     | France             | 2            | 0    | 1                | 1      |
| 18    | Leo Huber               | Ailier     | France             | 17           | 12   | 10               | 22     |
| 20    | Thomas Genet            | Ailier     | France             | 10           | 2    | 5                | 7      |
| 22    | Ludwig Frezier          | Ailier     | France Suisse      | 18           | 18   | 2                | 20     |
| 23    | Florent Rivoire         | Défenseur  | France             | 18           | 20   | 11               | 31     |
| 24    | Gauthier Nolleau        | Défenseur  | France             | 7            | 1    | 0                | 1      |
| 37    | Tomas Zicha             | Ailier     | République tchèque | 13           | 7    | 4                | 11     |
| Staff | Alejandro Russo-Mendoza | Coach      | Venezuela          |              |      |                  |        |
| Staff | Alex Brown              | Ass. coach | Angleterre         |              |      |                  |        |

### Effectif 2018-2019
| No    | Nom                   | Poste     | Nationalité        | Matchs joués                    | Buts | Passes décisives | points |
| ----- | --------------------- | --------- | ------------------ | ------------------------------- | ---- | ---------------- | ------ |
| 1     | Thomas Trouillet      | Gardien   | France             | 13 dont 1 comme joueur de champ | 0    | 0                | 0      |
| 5     | Martin Boquet (C)     | Défenseur | France             | 13                              | 17   | 6                | 23     |
| 7     | Manaure Russo-Mendoza | Centre    | France             | 16                              | 12   | 13               | 25     |
|       | David Folliet         | Défenseur | France             | 16                              | 0    | 2                | 2      |
| 12    | Tiüna Russo-Mendoza   | Ailier    | France             | 6                               | 3    | 0                | 3      |
|       | Jessy Dely            | Ailier    | France             | 2                               | 1    | 1                | 2      |
|       | Julien Gay            | Défenseur | France             | 4                               | 0    | 0                | 0      |
| 17    | Maurice Cavedon       | Ailier    | France             | 2                               | 0    | 0                | 0      |
| 8     | Thibault Rosset       | Défenseur | France             | 14                              | 3    | 0                | 3      |
| 18    | Leo Huber             | Ailier    | France             | 16 dont 2 comme gardien         | 9    | 9                | 18     |
| 20    | Thomas Genet          | Ailier    | France             | 15                              | 5    | 6                | 11     |
| 22    | Ludwig Frezier        | Ailier    | France Suisse      | 16                              | 12   | 3                | 15     |
| 23    | Florent Rivoire       | Défenseur | France             | 6                               | 10   | 6                | 16     |
| 24    | Gauthier Nolleau      | Défenseur | France             | 0                               | 0    | 0                | 0      |
|       | Yvon Pechot           | Centre    | France             | 13                              | 3    | 6                | 9      |
| 37    | Tomas Zicha           | Ailier    | République tchèque | 2                               | 0    | 1                | 1      |
| Staff | Manaure Russo-Mendoza | Coach     | France             |                                 |      |                  |        |

### Effectif 2019-2020
Saison interrompue en mars 2020 à la suite du confinement lié à l'épidémie du Covid-19.
| No    | Nom                   | Poste            | Nationalité   | Matchs joués                    | Buts | Passes décisives | points |
| ----- | --------------------- | ---------------- | ------------- | ------------------------------- | ---- | ---------------- | ------ |
| 1     | Thomas Trouillet      | Gardien          | France        | 11 dont 1 comme joueur de champ | 0    | 0                | 0      |
| 38    | Dylan Dos Santos      | Gardien          | Portugal      | 1                               | 0    | 0                | 0      |
| 10    | Paul Detroyat         | Défenseur        | France        | 11                              | 6    | 3                | 9      |
| 37    | David Folliet         | Défenseur        | France        | 11                              | 2    | 3                | 5      |
| 8     | Thibault Rosset       | Défenseur        | France        | 11                              | 0    | 2                | 2      |
| 12    | Tiüna Russo-Mendoza   | Défenseur/Ailier | France        | 5                               | 2    | 0                | 2      |
| 16    | Julien Gay            | Défenseur        | France        | 11                              | 0    | 0                | 0      |
| 24    | Gauthier Nolleau      | Défenseur        | France        | 7                               | 3    | 5                | 8      |
| 5     | Martin Boquet (C)     | Centre           | France        | 11                              | 15   | 9                | 24     |
| 7     | Manaure Russo-Mendoza | Centre           | France        | 11                              | 7    | 5                | 12     |
| 4     | Hugo Hermans          | Ailier/Centre    | France        | 9                               | 0    | 1                | 1      |
|       | Alan Dely             | Ailier           | France        | 4                               | 2    | 1                | 3      |
| 18    | Leo Huber             | Ailier           | France        | 10                              | 5    | 6                | 11     |
| 20    | Thomas Genet          | Ailier           | France        | 6                               | 3    | 1                | 4      |
| 22    | Ludwig Frezier        | Ailier           | France Suisse | 0                               | 0    | 0                | 0      |
| 23    | Florent Rivoire       | Ailier           | France        | 10                              | 17   | 7                | 24     |
| 17    | Maurice Cavedon       | Ailier           | France        | 8                               | 4    | 1                | 5      |
| 3     | Stéphane Wyss         | Ailier           | Suisse        | 4                               | 2    | 0                | 2      |
|       | Steven Dos Santos     | Ailier           | Portugal      | 2                               | 1    | 0                | 1      |
| Staff | Manaure Russo-Mendoza | Coach            | France        |                                 |      |                  |        |

### Effectif 2021-2022
Demi-finaliste du championnat de France de N1 : défaite contre les Dragons de Besançon.
| No    | Nom                   | Poste            | Nationalité   | Matchs joués                       | Buts | Passes décisives | points |
| ----- | --------------------- | ---------------- | ------------- | ---------------------------------- | ---- | ---------------- | ------ |
| 1     | Thomas Trouillet      | Gardien          | France        | 14 (dont 1 comme joueur de champ)  | 0    | 0                | 0      |
| 42    | Dylan Dos Santos      | Gardien          | Portugal      | 13 (dont 10 comme joueur de champ) | 4    | 0                | 4      |
| 44    | Rudolf Turiak         | Gardien          | Slovaquie     | 3 (dont 2 comme joueur de champ)   | 0    | 0                | 0      |
| 11    | Paul Detroyat         | Défenseur        | France        | 16                                 | 7    | 15               | 23     |
| 88    | David Folliet         | Défenseur        | France        | 14                                 | 7    | 4                | 11     |
| 16    | Tom Peguilhan         | Défenseur        | France        | 14                                 | 20   | 7                | 27     |
| 8     | Thibault Rosset       | Défenseur        | France        | 3                                  | 1    | 3                | 4      |
| 12    | Tiüna Russo-Mendoza   | Défenseur/Ailier | France        | 4                                  | 3    | 1                | 4      |
| 5     | Martin Boquet         | Centre           | France        | 4                                  | 5    | 2                | 7      |
| 7     | Manaure Russo-Mendoza | Défenseur/Centre | France        | 16                                 | 12   | 9                | 21     |
| 18    | Josselin Guedon       | Ailier           | France        | 13                                 | 11   | 6                | 17     |
| 16    | Leo Huber (C)         | Ailier           | France        | 16                                 | 6    | 9                | 15     |
| 15    | Simon Moyon           | Ailier           | France        | 6                                  | 3    | 0                | 3      |
| 17    | Maurice Cavedon       | Ailier           | France        | 9                                  | 0    | 7                | 7      |
| 20    | Thomas Genet          | Ailier           | France        | 1                                  | 0    | 0                | 0      |
| 22    | Ludwig Frezier        | Ailier           | France Suisse | 15                                 | 14   | 5                | 19     |
| 23    | Florent Rivoire       | Ailier           | France        | 4                                  | 1    | 2                | 3      |
| 52    | Mathieu Veillet       | Ailier           | France        | 5                                  | 4    | 0                | 4      |
| Staff | Manaure Russo-Mendoza | Coach            | France        |                                    |      |                  |        |

### Effectif 2022-2023
Eliminés en quart de finale du championnat de France par l'IFK Paris.
| No    | Nom                   | Poste            | Nationalité   | Matchs joués | Buts | Passes décisives | points |
| ----- | --------------------- | ---------------- | ------------- | ------------ | ---- | ---------------- | ------ |
| 42    | Dylan Dos Santos      | Gardien          | Portugal      | 16           | 0    | 0                | 0      |
| 88    | David Folliet         | Défenseur        | France        | 1            | 0    | 0                | 0      |
| 4     | Julien Gay            | Défenseur        | France        | 15           | 0    | 1                | 1      |
| 8     | Thibault Rosset       | Défenseur        | France        | 16           | 7    | 6                | 13     |
| 12    | Tiüna Russo-Mendoza   | Défenseur/Ailier | France        | 16           | 15   | 11               | 26     |
| 5     | Martin Boquet         | Centre           | France        | 10           | 13   | 4                | 17     |
| 7     | Manaure Russo-Mendoza | Défenseur/Centre | France        | 16           | 18   | 14               | 32     |
| 16    | Leo Huber (C)         | Ailier           | France        | 12           | 7    | 3                | 10     |
| 17    | Maurice Cavedon       | Ailier           | France        | 6            | 2    | 1                | 3      |
| 22    | Ludwig Frezier        | Ailier           | France Suisse | 16           | 16   | 11               | 27     |
| 24    | Anthony Dos Santos    | Ailier           | Portugal      | 13           | 4    | 3                | 5      |
| 30    | Benoît Dunand         | Ailier           | France        | 13           | 1    | 3                | 4      |
| Staff | Manaure Russo-Mendoza | Coach            | France        |              |      |                  |        |

### Effectif 2023-2024
Forfait pour la saison faute d'effectif suffisant. Le club décide de se reconstruire en misant sur les jeunes pour repartir en D3 lors de la saison 2024-2025.

### Effectif 2024-2025
Nouveau départ de l'équipe adulte en D3 poule Sud-est.
| No | Nom                      | Poste            | Nationalité      | Matchs joués | Buts | Passes décisives | points |
| -- | ------------------------ | ---------------- | ---------------- | ------------ | ---- | ---------------- | ------ |
| 16 | Abel De Almeida          | Gardien          | France           | 8            | 0    | 0                | 0      |
| 36 | Zuzana Kandrikova        | Gardien          | Slovaquie France | 0            | 0    | 0                | 0      |
| 7  | Manaure Russo Mendosa    | Défenseur/Centre | France           | 7            | 15   | 23               | 38     |
| 4  | Anthony Dos Santos       | Défenseur        | France Portugal  | 8            | 4    | 1                | 5      |
| 5  | Christophe Legrand       | Défenseur        | France           | 8            | 0    | 0                | 0      |
| 2  | Cerise Legrand           | Défenseure       | France           | 8            | 0    | 0                | 0      |
| 88 | David Folliet            | Défenseur        | France           | 4            | 2    | 1                | 3      |
| 6  | Dylan Dos Santos         | Centre           | France Portugal  | 8            | 2    | 2                | 4      |
| 10 | Maurice Cavedon          | Centre           | France           | 5            | 3    | 1                | 4      |
| 8  | Pascal Garcia            | Centre           | France           | 6            | 0    | 2                | 2      |
| 3  | Margaux Trubert          | Ailier           | France           | 4            | 1    | 1                | 2      |
| 11 | Ludwig Frezier           | Ailier           | France Suisse    | 4            | 8    | 2                | 10     |
| 14 | Tiuna Russo Mendosa      | Ailier           | France           | 4            | 10   | 3                | 13     |
| 9  | Maxense Pasquet Carrette | Ailier           | France           | 8            | 2    | 0                | 2      |
| 14 | Jérôme Pasquet           | Ailier           | France           | 2            | 0    | 0                | 0      |
| 10 | Steven Dos Santos        | Ailier           | France Portugal  | 2            | 0    | 0                | 0      |
| 66 | Yonni Adji               | Ailier           | France           | 8            | 3    | 0                | 3      |
| 00 | Romain Trubert           | Ailier           | France           | 0            | 0    | 0                | 0      |
| 32 | Mathieu Veillet          | Ailier           | France           | 8            | 7    | 3                | 10     |